# Nizar ibn Maadd ibn Adnan
Nizar ibn Maadd ibn Adnan o, més senzillament, Nizar ibn Maadd és el suposat ancestre comú de les tribus àrabs del nord. La seva mare era Muana bint Jahla, de la raça preàrab dels Djurhum. Encara que mític, el seu record s'ha conservat a través de llegendes i contes, si bé el nom Nizar li fou aplicat amb seguretat amb posterioritat. Fou el mític pare de Rabia, Mudar, Anmar i Iyad.